# Copelatus triglyphus
Copelatus triglyphus är en skalbaggsart som beskrevs av Guignot 1955. Copelatus triglyphus ingår i släktet Copelatus och familjen dykare. Inga underarter finns listade i Catalogue of Life.